# ألان هارجريفز
ألان هارجريفز (بالإنجليزية: Alan Hargreaves)‏ هو لاعب كرة قدم بريطاني، ولد في 1931. لعب مع برادفورد سيتي.